# Бет Ґрант
Бет Ґрант (англ. Beth Grant; 18 вересня 1949, Ґадсден, Алабама, США) — американська акторка, режисерка, сценаристка та продюсерка.
Найбільш відома ролями у фільмах «Людина дощу» (1988), «Донні Дарко» (2001), «Старим тут не місце» (2007), «Все про Стіва» (2009,) телесеріалі «Сабріна — маленька відьмочка» (1997-1998).

## Життєпис
Бет Ґрант народилася у Ґадсдені, штат Алабама, США. Закінчивши Школу Губернатора Північної Кароліни для обдарованих і талановитих студентів, Бет поступила в Університет Східної Кароліни. Протягом двох років Бет Ґрант була президентом коледжу. Тоді ж, під час навчання, вона почала виступати у театрі, граючи в студентських виставах.
Бет Ґрант зіграла більш ніж у тридцяти театральних постановках, брала участь у кількох світових театральних прем'єрах. Граючи вже на сцені Лос-Анджелеса і Нью-Йорка, вона була  відзначена численними нагородами, такими як «The LA Stage Alliance Award» і «The Backstage West Garlan Award».
Починаючи з вісімдесятих років, Бет Ґрант активно знімається у кіно. Бет Ґрант брала участь у багатьох телевізійних проектах, серіалах і шоу.
Бет Ґрант була координатором у першій виборчій кампанії президента Джиммі Картера.

## Особисте життя
Бет Ґрант перебуває у шлюбі з актором Майклом Чіффо, у подружжя є дочка Мері.

## Режисер, продюсер, сценарист
- Дівчата! Дівчата! Дівчата! (англ. Girls! Girls! Girls!) (2011) — режисер та сценарист[3].
- Суддя Коан (англ. Judge Koan) (2003) — виконавчий продюсер.

## Фільмографія
| Рік  | Назва                                      | Оригінальна назва                               | Роль                  |
| ---- | ------------------------------------------ | ----------------------------------------------- | --------------------- |
| 1987 | Під прикриттям                             | Undercover                                      | Місс Рандольф         |
| 1988 | Людина дощу                                | Rain Man                                        | Mother at Farm House  |
| 1989 | Чарівник                                   | The Wizard                                      | Diner Manager         |
| 1990 | Коматозники                                | Flatliners                                      | домогосподарка        |
| 1990 | Не говори їй, що це я                      | Don't Tell Her It's Me                          | Бабетта               |
| 1990 | Ласкаво просимо додому, Роксі Кармайкл     | Welcome Home, Roxy Carmichael                   | Ліліана Лоґерфельд    |
| 1990 | Дитяча гра 2                               | Child's Play 2                                  | міс Кеттлвелл         |
| 1990 | Їжа                                        | Eating                                          | Карла                 |
| 1992 | Білі піски                                 | White Sands                                     | Роз Кінкейд           |
| 1992 | Поле кохання                               | Love Field                                      | Гейзел                |
| 1993 | Темна половина                             | The Dark Half                                   | Шейла Бомонт          |
| 1994 | Швидкість                                  | Speed                                           | Гелен                 |
| 1994 | Міські піжони 2: Легенда про золото Керлі  | City Slickers II: The Legend of Curly's Gold    | Лоїс                  |
| 1995 | Безпека                                    | Safe                                            | Бескі                 |
| 1995 | Вонг Фу, із вдячністю за все! Джулі Ньюмар | To Wong Foo Thanks for Everything, Julie Newmar | Лоретта               |
| 1996 | Час вбивати                                | A Time to Kill                                  | Кора                  |
| 1996 | Кохання завжди                             | Love Always                                     | Стефані               |
| 1997 | Тисяча акрів                               | A Thousand Acres                                | Роберта               |
| 1997 | Лугові собачки                             | Lawn Dogs                                       | Матір Трента          |
| 1997 | Перебої                                    | Interruptions                                   | Пеґґі                 |
| 1998 | Доктор Дуліттл                             | Doctor Dolittle                                 | жінка                 |
| 1998 | Танцюй зі мною                             | Dance with Me                                   | Лавджой               |
| 2000 | Життєві мінливості                         | Sordid Lives                                    | Сіссі Гікі            |
| 2001 | Донні Дарко                                | Donnie Darko                                    | Кітті Фермер          |
| 2001 | Перл-Гарбор                                | Pearl Harbor                                    | секретарка            |
| 2001 | Рок зірка                                  | Rock Star                                       | Місіс Коул            |
| 2002 | Шамани пустелі                             | Desert Saints                                   | Лу                    |
| 2002 | Новобранець                                | The Rookie                                      | Оллін                 |
| 2002 | Бердсай                                    | Birdseye                                        | Рут Беттерс           |
| 2003 | Суддя Коен                                 | Judge Koan                                      | Бренда Ланді          |
| 2003 | Прекрасна афера                            | Matchstick Men                                  | жінка в пральні       |
| 2003 | Прибульці-завойовники                      | Evil Aliens Conquers                            | Шейла                 |
| 2005 | Наше все                                   | Our Very Own                                    | Вірджинія Кендал      |
| 2005 | Долтрі Келхун                              | Daltry Calhoun                                  | Ді                    |
| 2006 | Маленька міс Щастя                         | Little Miss Sunshine                            | Дженкінс              |
| 2006 | Кохання в стилі сальса                     | Hot Tamale                                      | Дорі Вудріфф          |
| 2006 | Казки Півдня                               | Southland Tales                                 | Інга фон Вестфален    |
| 2006 | Будинок Ашерів                             | The House of Usher                              | Тетчер                |
| 2006 | Прапори наших батьків                      | Flags of Our Fathers                            | Мати Ґаньон           |
| 2006 | Я спокусила Енді Воргола                   | Factory Girl                                    | Юлія Воргола          |
| 2006 | Ці дні                                     | These Days                                      | Морін                 |
| 2006 | Рокер                                      | Rocker                                          | пані Гілл             |
| 2007 | Нечестиві                                  | The Ungodly                                     | Емма                  |
| 2007 | Старим тут не місце                        | No Country for Old Men                          | Агнеса                |
| 2007 | Ласкаво просимо до раю                     | Welcome to Paradise                             | Френсіс Лорен         |
| 2008 | Стихійні лиха                              | Natural Disasters                               | Бет                   |
| 2008 | Генрі Пул вже тут                          | Henry Poole is Here                             | Джозі                 |
| 2008 | Приховувати                                | Hide                                            | Канді                 |
| 2008 | Епіцентр: Смертельний зсув                 | Polar Opposites                                 | генерал Рейлен        |
| 2008 | Політ завдовжки у життя                    | Winged Creatures                                | матір Карли           |
| 2009 | Дорогий Лимонний Ліма                      | Dear Lemon Lima                                 | Дорогий Лимонний Ліма |
| 2009 | Екстракт                                   | Extract                                         | Мері                  |
| 2009 | Все про Стіва                              | All About Steve                                 | місіс Горовіц         |
| 2009 | Викрадені                                  | Stolen                                          | стара Едвена          |
| 2009 | Абракадабра                                | Abracadabra                                     | Патті                 |
| 2009 | Божевільне серце                           | Crazy Heart                                     | Джоанн                |
| 2010 | Небезпечні сни                             | In My Sleep                                     | Евелін                |
| 2010 | Spork                                      | Spork                                           | Головний Тюльпан      |
| 2010 | Операція: Ендшпіль                         | Operation: Endgame                              | Сьюзен                |
| 2011 | Ранґо                                      | Rango                                           | Бонні                 |
| 2011 | Седона                                     | Sedona                                          | дебютантка            |
| 2011 | Життя лимона                               | Life of Lemon                                   | Філліс                |
| 2011 | Долина Сонця                               | Valley of the Sun                               | Марва                 |
| 2011 | Артист                                     | The Artist                                      | покоївка              |
| 2012 | Відхилятися                                | Swerve                                          | Ельза                 |
| 2013 | Міс Циферблат                              | Miss Dial                                       | пані Войцеховскі      |
| 2013 | Коли я вмирала                             | As I Lay Dying                                  | Едді Бандра           |
| 2013 | Погані слова                               | Bad Words                                       | Айрін                 |
| 2014 | Опівнічний заплив                          | The Midnight Swim                               | Амелія                |
| 2014 | Вади                                       | Faults                                          | Евелін                |